# Лі (округ, Кентуккі)
Шаблон:StateAbbr_ 37°35′ пн. ш. 83°43′ зх. д. / 37.59° пн. ш. 83.72° зх. д.
Округ  Лі (англ. Lee County) — округ (графство) у штаті  Кентуккі, США. Ідентифікатор округу 21129.

## Історія
Округ утворений 1870 року.

## Демографія
За даними перепису 
2000 року 
загальне населення округу становило 7916 осіб, усе сільське.
Серед мешканців округу чоловіків було 4136, а жінок — 3780. В окрузі було 2985 домогосподарств, 2122 родин, які мешкали в 3321 будинках.
Середній розмір родини становив 2,91.
Віковий розподіл населення поданий у таблиці:
| Стать    | До 15 років | 15-21 | 22-29 | 30-39 | 40-49 | 50-65 | 65-85 | Понад 85 |
| -------- | ----------- | ----- | ----- | ----- | ----- | ----- | ----- | -------- |
| Чоловіки | 742         | 398   | 503   | 727   | 623   | 651   | 457   | 35       |
| Жінки    | 714         | 342   | 324   | 571   | 533   | 653   | 530   | 113      |

## Суміжні округи
- Повелл — північ
- Вулф — північний схід
- Бретітт — південний схід
- Ауслі — південь
- Джексон — південний захід
- Естілл — північний захід

## Виноски
1. ↑  U.S. Decennial Census. United States Census Bureau. Архів оригіналу за 4 квітня 2018. Процитовано 17 серпня 2014.
2. ↑  Historical Census Browser. University of Virginia Library. Архів оригіналу за 11 серпня 2012. Процитовано 17 серпня 2014.
3. ↑  Population of Counties by Decennial Census: 1900 to 1990. United States Census Bureau. Архів оригіналу за 13 жовтня 2014. Процитовано 17 серпня 2014.
4. ↑  Census 2000 PHC-T-4. Ranking Tables for Counties: 1990 and 2000 (PDF). United States Census Bureau. Архів оригіналу (PDF) за 18 грудня 2014. Процитовано 17 серпня 2014.
5. ↑  State & County QuickFacts. United States Census Bureau. Архів оригіналу за 7 червня 2011. Процитовано 6 березня 2014.(англ.) Наведено за англійською вікіпедією.
6. ↑  American FactFinder. Бюро перепису населення США. Архів оригіналу за 26 лютого 2012. Процитовано 31 січня 2008.

| США | Це незавершена стаття з географії США. Ви можете допомогти проєкту, виправивши або дописавши її. |